# Zone de secours Luxembourg
(nl) Hulpverleningszone Luxemburg
(de) Hilfeleistungszone Luxemburg
La Zone de secours Luxembourg est l'une des 34 zones de secours de Belgique (c'est-à-dire la nouvelle organisation des services de pompiers belges depuis le 1er janvier 2015). 
Elle a la particularité d'être une zone unique couvrant toute une province, celle de Luxembourg et ses 43 communes en l’occurrence. 

## Histoire
La loi du 15 mai 2007 adopte la réforme de la sécurité civile belge qui fait suite à la catastrophe de Ghislenghien et qui découpe le territoire belge en zones de secours, à l'instar des zones de police. Auparavant, les pompiers étaient gérés à l'échelon communal par le Bourgmestre qui en était le responsable.
La décision de créer une zone unique dans la province de Luxembourg est entérinée en 2010 avec un budget de 1 060 574,58 euros obtenus pour sa création. 
Le 1er janvier 2014, entre en fonction la pré-zone opérationnelle Luxembourg (PZO) 
La Zone de secours débute officiellement son existence un an plus tard, soit le 1er janvier 2015, avec pour Commandant l'ancien chef de service des pompiers d'Arlon: le Colonel Joël Even.
Le 26 juin 2017, une nouvelle caserne est inaugurée à Bastogne, remplaçant l'ancienne. Elle partage ses nouvelles infrastructures avec l'Institut Provincial de Formation (IPF) créé pour l'occasion et qui centralise la formation du personnel de la Zone mais également d'autres institutions à l'échelon provincial.
Le 1er aout 2017, le Capitaine Stéphane Thiry succède au Colonel Joël Even en tant que Commandant de la Zone.
Le 18 janvier 2018, ouverture du COZILUX, le dispatching de la zone Luxembourg, situé à Arlon, dans le même bâtiment que la police et la Centrale 112.
Le 1er janvier 2020, la Zone de secours Luxembourg cesse sa convention avec l'intercommunale de soins de santé provinciale Vivalia dans le cadre de l'armement des PITpar des ambulanciers chauffeurs. Ceux-ci étaient jusqu'alors des pompiers avec affectation spéciale de conducteur du PIT employés par la zone, tandis que l'infirmier urgentiste qui complétait l'armement appartenait à Vivalia, tout comme le véhicule en lui-même. Les deux PIT de l'époque passèrent alors sous une convention entre Vivalia et la Croix-Rouge de Belgique qui fournira les nouveaux conducteurs. À la suite de cela, le PIT de Virton sera délocalisé dans les bâtiments de Vivalia à Saint-Mard tandis que celui de Bouillon restera à la caserne locale et un troisième PIT sera inauguré à Libramont en janvier 2022. Les PIT devinrent également de réelles ambulances, assurant donc le transport des victimes d'eux-mêmes et non plus de simples voitures comme auparavant et comme le sont les SMUR. 
Le 1er février 2021, ouverture d'une 17ème caserne à Libramont dans les locaux de l'ancienne unité de protection civile, ayant été fermée à la suite de la réforme de 2019.

## Caractéristiques
Le territoire de la Zone s'étend sur la totalité de la province de Luxembourg, caractéristique quasiment unique en Belgique, partagée uniquement avec la Zone de secours Brabant wallon. 
La zone de Secours Luxembourg couvre 4 440 km2 et protège environ 270 000 habitants. Elle est la plus grande des 34 zones de secours belges au regard de la superficie mais également la moins peuplée.

## Communes protégées
Il s'agit des 43 communes de la province de Luxembourg, c'est-à-dire : Arlon, Attert, Aubange, Bastogne, Bertrix, Bouillon, Chiny, Daverdisse, Durbuy, Érezée, Étalle, Fauvillers, Florenville, Gouvy, Habay, Herbeumont, Hotton, Houffalize, La Roche-en-Ardenne, Léglise, Libin, Libramont-Chevigny, Manhay, Marche-en-Famenne, Martelange, Meix-devant-Virton, Messancy, Musson, Nassogne, Neufchâteau, Paliseul, Rendeux, Rouvroy, Sainte-Ode, Saint-Hubert, Saint-Léger, Tellin, Tenneville, Tintigny, Vaux-sur-Sûre, Vielsalm, Virton, et Wellin.

## Organisation
La Zone est organisée en 5 directions :
- La Direction générale;
- La Direction administrative;
- La Direction financière;
- La Direction opérationnelle;
- La Direction logistique.

### État-major

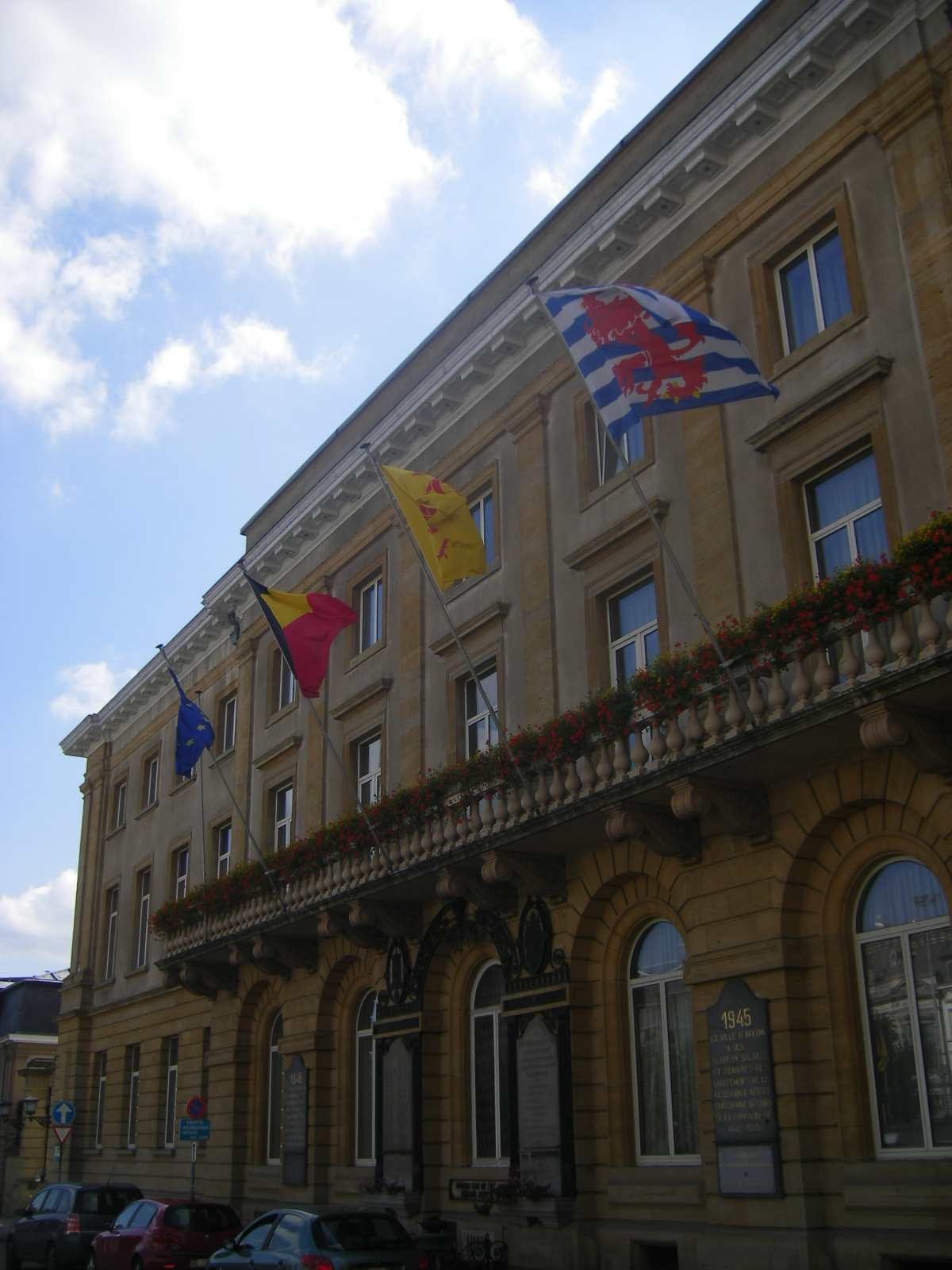
Le Palais provincial d'Arlon, situé place Léopold, abrite l’État-major de la zone.

L’État-major se trouve dans le Palais provincial d'Arlon, chef-lieu de la province de Luxembourg. Il est le siège des différents départements et abrite les officiers supérieurs ainsi que le personnel civil administratif.
Celui-ci déménage petit à petit vers Libramont après la récupération par arrêté royal de l'ancienne caserne de la protection civile réformée en 2019, au profit de la Zone de secours Luxembourg.

### Groupements
La zone est subdivisée en 4 « groupements », regroupant un certain nombre de casernes géographiquement proches. Ils sont dirigés par deux officiers: un chef de groupement et un chef de groupement adjoint.
- Groupement Est: casernes de Bastogne (n°3), d'Houffalize (n°8) et de Vielsalm (n°13).
- Groupement Nord: casernes d'Érezée (n°6), de La Roche-en-Ardenne (n°16), de Marche-en-Famenne (n°9) et de Saint-Hubert (n°12).
- Groupement Ouest: casernes de Bertrix (n°4), de Bouillon (n°5), de Neufchâteau (n°10), de Paliseul (n°11) et de Libramont (n°17).
- Groupement Sud: casernes d'Arlon (n°1), d'Aubange (n°2), d'Étalle (n°7), de Florenville (n°15) et de Virton (n°14).

### Dispatching
La zone de secours Luxembourg étant l'unique zone de sa province, elle dispose de son propre dispatching pour ses missions de discipline 1 (missions « pompiers ») : il s'agit du COZILUX, pour Centre Opérationnel Zonal d'Intervention du Luxembourg. Il fut inauguré le 
18 janvier 2018 et est situé à Arlon, dans les mêmes locaux que la Police et la Centrale 112.

### Formation
La formation continue des membres des services de secours est réalisée par l'Institut Provincial de Formation de la Province de Luxembourg, dans un bâtiment construit à cet effet, qui partage les locaux de la nouvelle caserne des pompiers de Bastogne et inauguré le 26 juin 2017. Auparavant, la formation était réalisée sous l'égide de deux ASBL, l'une pour l'aide médicale urgente, l'autre pour les pompiers.

## Casernes
Voir aussi : Liste des services d'incendie belges
La Zone est composée de 17 casernes (appelées « postes ») réparties, avant la réforme, en 14 services d'incendie et 2 postes-avancés (Florenville et La Roche-en-Ardenne). Chaque poste est administré par deux sous-officiers: un chef de poste (généralement un Adjudant) et un chef de poste adjoint sous la supervision d'un officier-chef de groupement.
Un 17ème poste fut ouvert à Libramont dans les locaux de l'ancienne protection civile, il abrite une partie de l'état-major de la zone.
Le territoire d'intervention des casernes est variable selon le principe de l'aide adéquate la plus rapide, adoptée par le Gouvernement fédéral belge lors de la réforme de la sécurité civile et ne dépend donc pas de frontières politiques des arrondissements ou des communes.
Ci-dessous la liste des 17 postes:
| Numéro du poste (commune)            | Localité            | Interventions annuelles moyennes | Superficie (km²) | Population |
| ------------------------------------ | ------------------- | -------------------------------- | ---------------- | ---------- |
| Poste 1 (Arlon), poste 1             | Arlon               | +/- 3 965                        | 335.23 km²       | 47 750     |
| Poste 2 (Aubange), poste 2           | Athus               | +/- 2 485                        | 137,24 km²       | 23 850     |
| Poste 3 (Bastogne)                   | Bastogne            | +/- 2 500                        |                  |            |
| Poste 4 (Bertrix)                    | Bertrix             | +/- 1 110                        | 137,70 km²       |            |
| Poste 5 (Bouillon)                   | Bouillon            | +/- 735                          |                  |            |
| Poste 6 (Érezée)                     | Érezée              | +/- 1 445                        |                  |            |
| Poste 7 (Étalle)                     | Étalle              | +/- 1 500                        |                  |            |
| Poste 8 (Houffalize)                 | Houffalize          | +/- 820                          |                  |            |
| Poste 9 (Marche-en-Famenne)          | Marche-en-Famenne   | +/- 3 840                        |                  |            |
| Poste 10 (Neufchâteau)               | Neufchâteau         | +/- 1 145                        |                  |            |
| Poste 11 (Paliseul)                  | Paliseul            | +/- 1 035                        |                  |            |
| Poste 12 (Saint-Hubert)              | Saint-Hubert        | +/- 990                          |                  |            |
| Poste 13 (Vielsalm)                  | Vielsalm            | +/- 1 500                        |                  |            |
| Poste 14 (Virton)                    | Virton              | +/- 1 750                        |                  |            |
| Poste 15 (Florenville)               | Florenville         | +/- 1 040                        | 212,30 km²       | 10 686     |
| Poste 16 (La Roche-en-Ardenne)       | La Roche-en-Ardenne | +/- 890                          |                  |            |
| Poste 17 (Libramont)                 | Libramont           | +/- 250                          |                  |            |
| Dispatching / « Poste 19 » (COZILUX) | Arlon               |                                  |                  |            |
|                                      |                     |                                  |                  |            |

## Personnel
La zone dispose de 667 sapeurs-pompiers dont 444 volontaires et 223 professionnelsen 2020. Ces derniers étant majoritairement stationnés dans les deux casernes de classe Y: Arlon et Marche-en-Famenne.
En 2023, le personnel de la zone se compose de 424 volontaires , 258 professionnels et 29 agents administratifs.
Le chef de zone est le Colonel Stéphane Thiry qui succéda, en 2017, au premier Commandant de la zone, le Colonel Joël Even.

## Véhicules
Chaque type de véhicule possède une lettre appropriée (voir ci-dessous). Les numéros des postes sont utilisés dans la nomenclature des véhicules via le modèle suivant : « (lettre identifiant le véhicule) (chiffre du véhicule) (numéro du poste en 2 chiffres) ». Exemple : la première autopompe d'Arlon se nommera « P 1 01 », la deuxième citerne de Marche sera « C 2 09 » etc.
- A  : Ambulance
- B  : Balisage
- C  : Citerne
- D  : Désincarcération
- E  : Échelle / Élévateur
- K  : Porte-conteneur
- L  : Logistique
- P  : Pompe
- Pf : Pompe Forêt
- R  : Roméo (véhicules officier)
- S  : Spécial (GRIMP, plongeurs, etc.)
- V  : Véhicule

L'alphabet phonétique de l'OTAN devrait être utilisé dans un avenir proche pour l'identification des véhicules par communication radio.

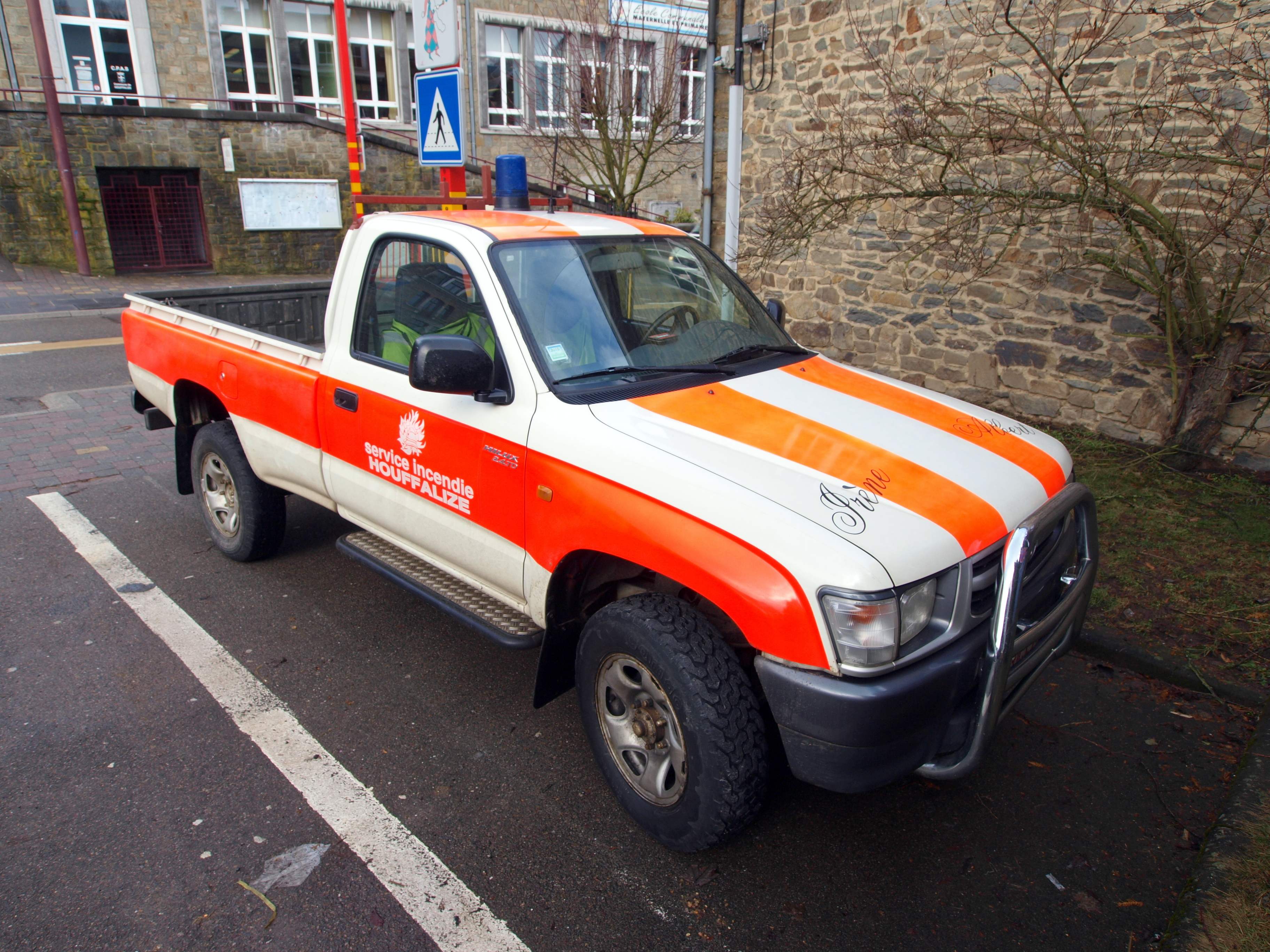
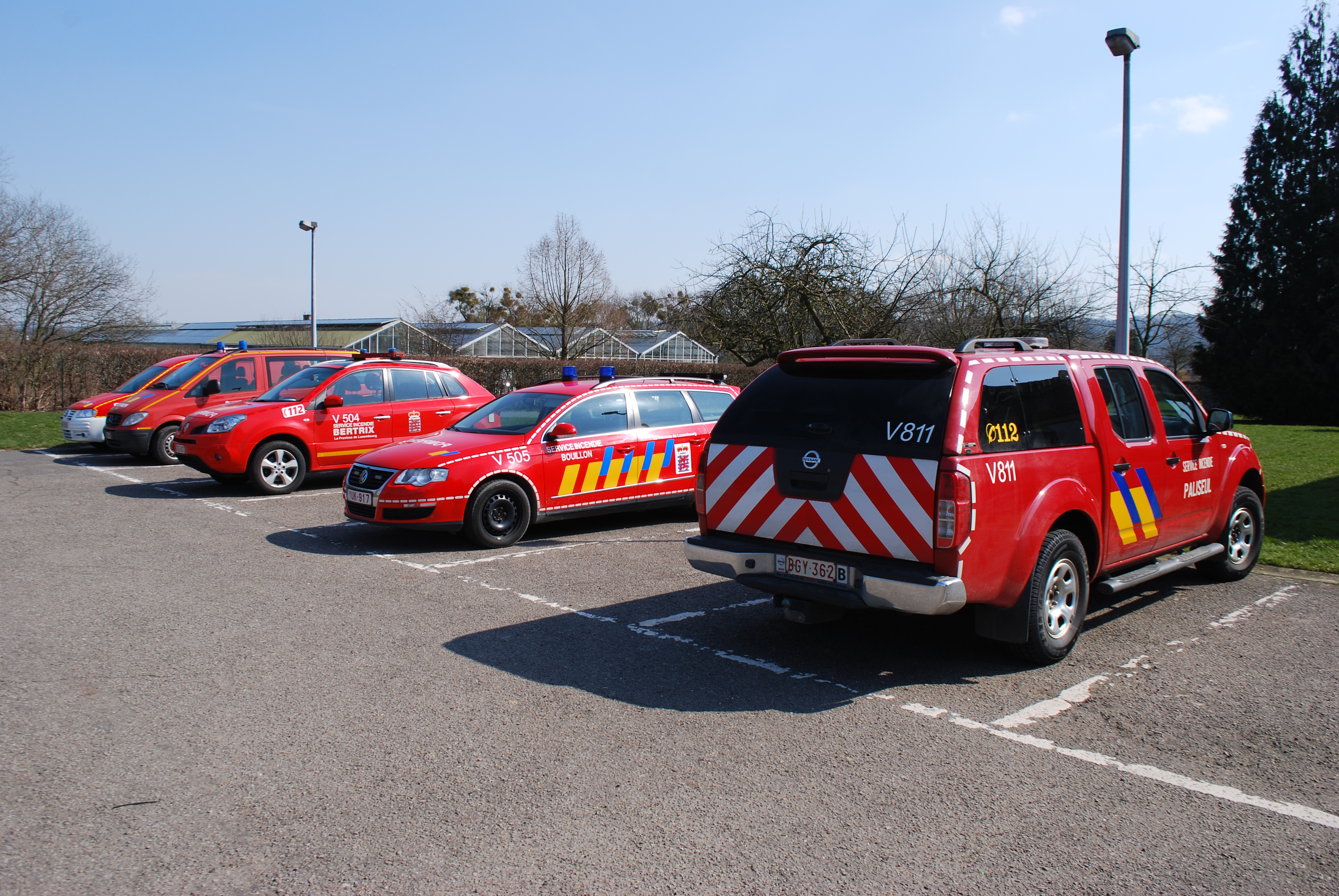
Plusieurs véhicules de commandement et de liaison de la zone Luxembourg, on peut y lire les inscriptions de nomenclature apposées sur les véhicules
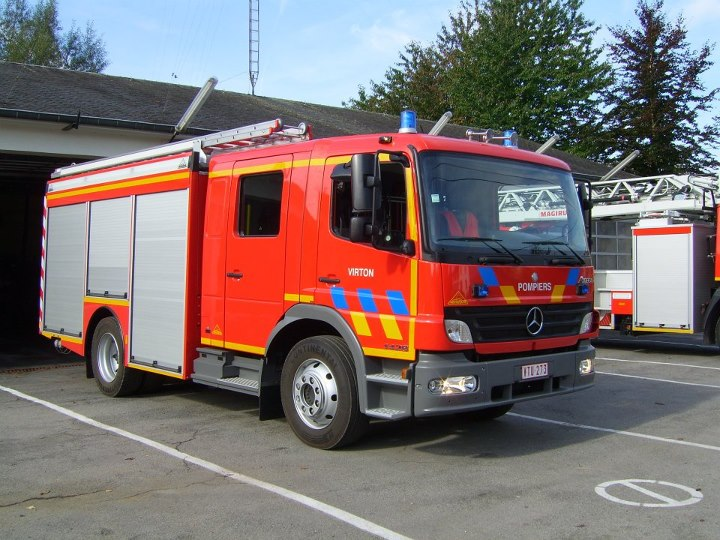
Une autopompe de Virton.
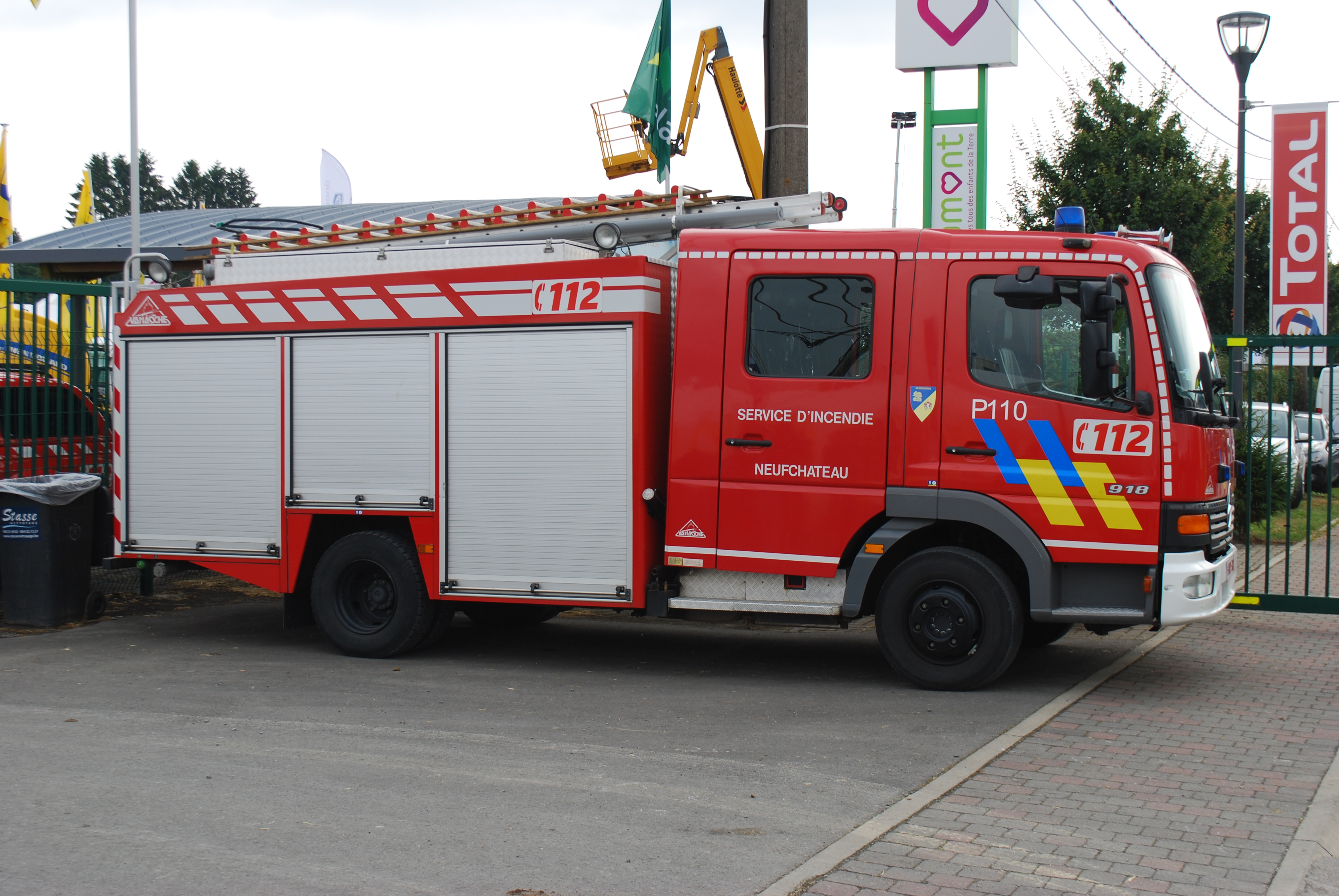
La « Pompe 110 », une autopompe légère, basée à Neufchâteau.
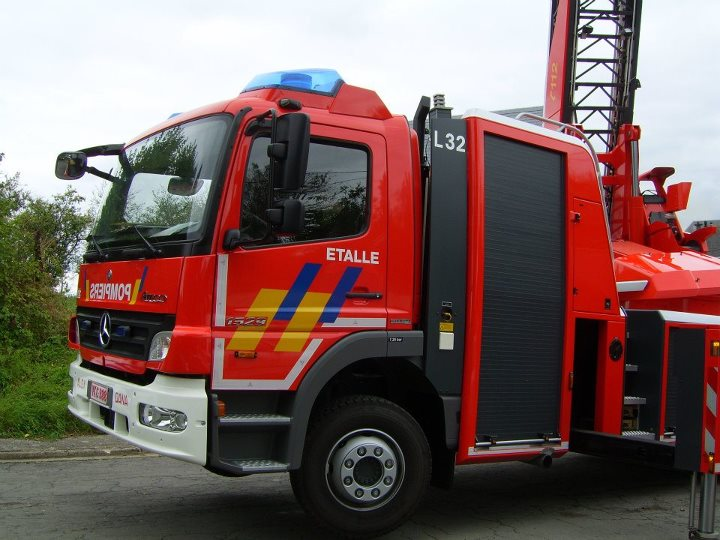
Une auto-échelle d'Étalle.
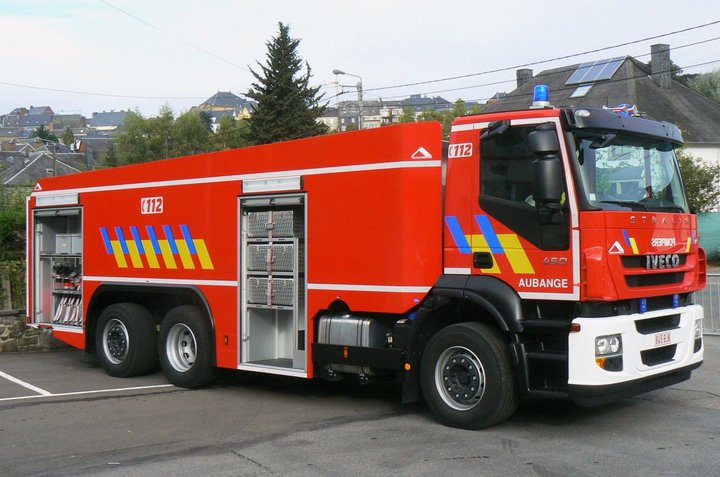
Les nouveaux camions citerne de 14 500 litres d'eau, ici celui de la caserne d'Athus.
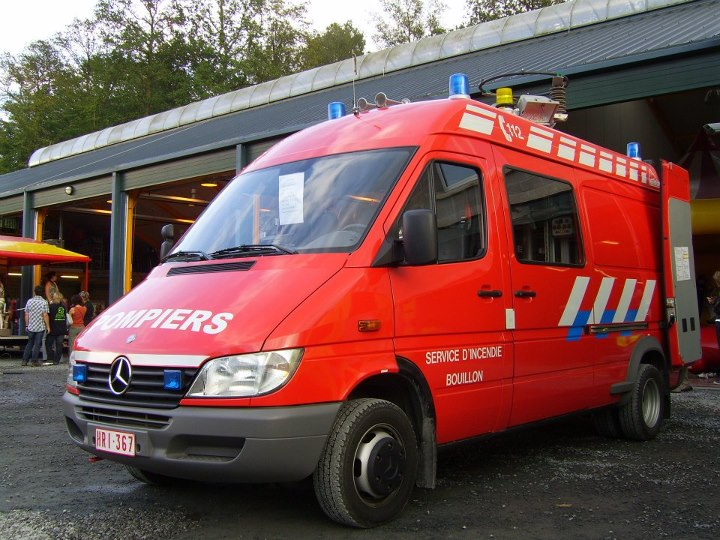
Véhicule de désincarcération de Bouillon.
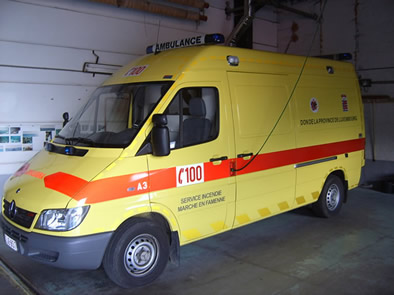
Une des 4 ambulances de la caserne de Marche-en-Famenne.

### Textes de loi
- Arrêté royal du 7 avril 2003 concernant les missions attribuées aux services d'incendie et aux unités opérationnelles de la protection civile.
- Loi du 15 mai 2007 concernant la réforme de la sécurité civile belge et la délimitation des zones de secours[18].